# Faceci w czerni
Faceci w czerni (tyt. oryg. Men in Black) – film produkcji amerykańskiej w reżyserii Barry’ego Sonnenfelda z roku 1997.

## Zarys fabuły
Film opisuje losy agentów ściśle tajnej instytucji, której zadaniem jest niedopuszczenie, by ktokolwiek na Ziemi dowiedział się o istnieniu kosmitów, przebranych za ludzi. Akcja skupia się na dwóch bohaterach, agencie K (Kay) i nowicjuszu J (Jay).

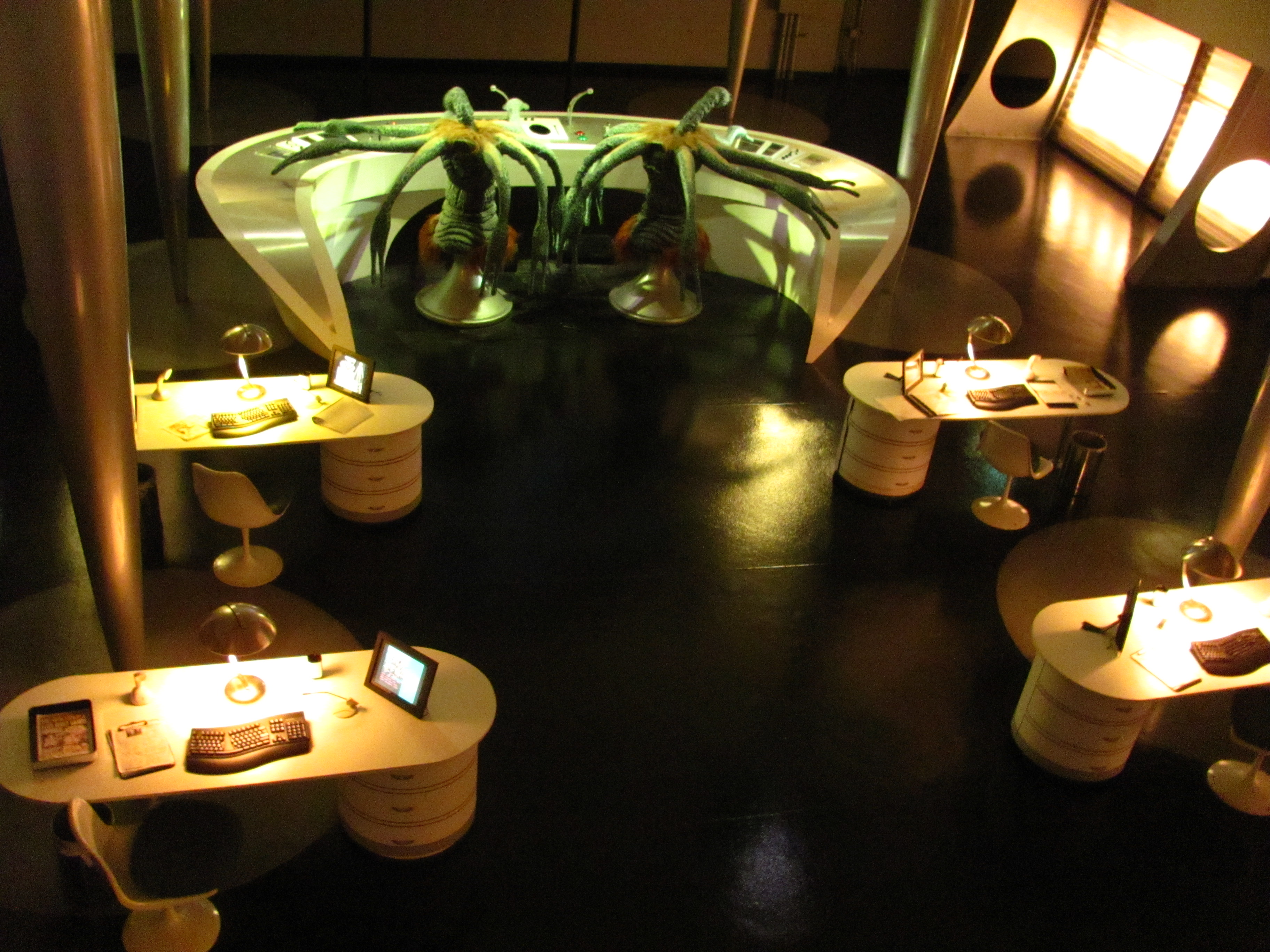
Siedziba główna
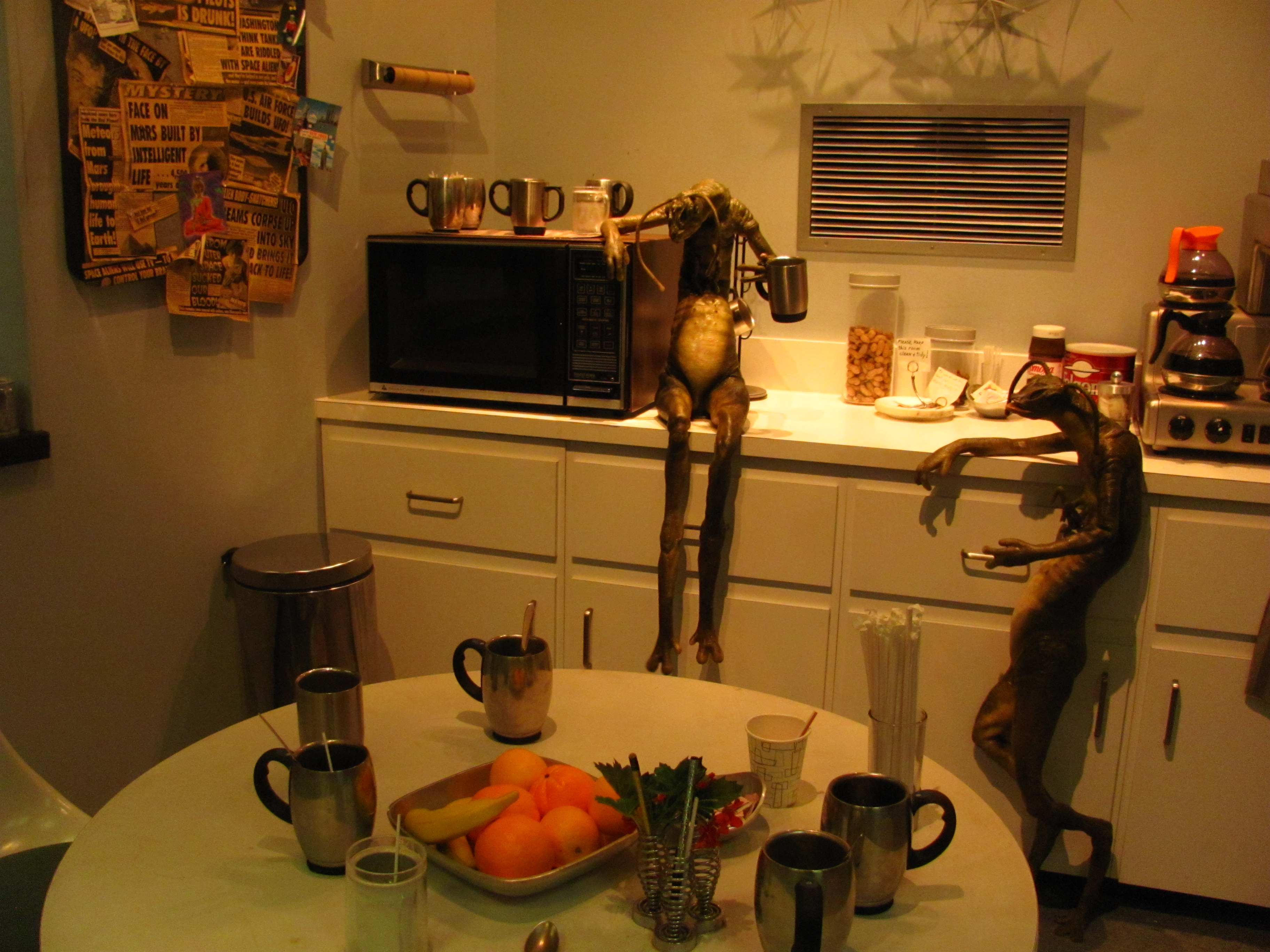
Kosmici współpracujący z agentami

## Obsada
- Tommy Lee Jones jako Kevin Brown / Agent K
- Will Smith jako James Edwards / Agent J
- Linda Fiorentino jako Laurel Weaver / Agent L
- Vincent D’Onofrio jako Edgar
- Rip Torn jako agent Zed
- Tony Shalhoub jako Jack Jeebs
- Siobhan Fallon Hogan jako Beatrice
- Mike Nussbaum jako Gentle Rosenberg
- Sergio Calderón jako Jose
- Fredric Lehne jako agent Janus
- Richard Hamilton jako agent D
- Kent Faulcon jako Jake Jensen
- John Alexander jako Mikey
- Keith Campbell jako Perp
- Patrick Breen jako pan Redgick
- Becky Ann Baker jako pani Redgick
- David Cross jako Newton

i inni

## Produkcja
Zdjęcia do filmu kręcono w Nowym Jorku, Los Angeles, Culver City, Simi Valley (Kalifornia) i Jersey City (New Jersey). Okres zdjęciowy trwał od 14 marca do 27 lipca 1996 roku.

## Odbiór
Film Faceci w czerni spotkał się z pozytywną reakcją krytyków. W serwisie Rotten Tomatoes, 92% z osiemdziesięciu pięciu recenzji filmu jest pozytywne (średnia ocen wyniosła 7,4 na 10). Na portalu Metacritic średnia ocen z 22 recenzji wyniosła 71 punktów na 100. Zygmunt Kałużyński uważał film za drugą, obok Gwiezdnych wojen, próbę reformy gatunku SF od strony samej jego mentalności, jednak donioślejszą. Gwiezdne wojny były eksperymentem baśniowym, oglądającym się na przeszłość, a tutaj mamy dystans, przeniesienie naszego spojrzenia niejako na drugi stopień i celowe potraktowanie gatunku jako kulturowego. W tym celu posłużono się parodią, humorem oraz świadomą stylizacją. Główni bohaterowie to w istocie postacie podobne do widzów: amatorzy, kinomani i znawcy SF. Różnią się jedynie pełnioną misją pilnowania kosmitów, robiąc jednocześnie perskie oko do odbiorców dzieła.

## Nagrody i nominacje
| Rok  | Miejsce                                                      | Nagroda          | Kategoria                                                                                 | Odbiorcy i nominowani                                                                                | Wynik     |
| ---- | ------------------------------------------------------------ | ---------------- | ----------------------------------------------------------------------------------------- | --- | --------- |
| 1998 | 51. ceremonia wręczenia nagród Brytyjskiej Akademii Filmowej | BAFTA            | Najlepsze efekty specjalne                                                                | Eric Brevig, Rick Baker, Rob Coleman i Peter Chesney                                                 | nominacja |
| 1998 | 40. ceremonia wręczenia nagród Grammy                        | Grammy           | Najlepsza kompozycja instrumentalna napisana dla filmu kinowego lub na potrzeby telewizji | Danny Elfman za główny temat                                                                         | nominacja |
| 1998 | Nagroda Hugo 1998                                            | Hugo             | Najlepsza prezentacja dramatyczna                                                         | Barry Sonnenfeld i Ed Solomon na podstawie opowiadania Eda Solomona oraz komiksu Lowella Cunninghama | nominacja |
| 1998 | MTV Movie Awards 1998                                        | Złoty Popcorn    | Najlepsza piosenka filmowa                                                                | „Men in Black” – Will Smith                                                                          | wygrana   |
| 1998 | MTV Movie Awards 1998                                        | Złoty Popcorn    | Najlepsza scena walki                                                                     | za walkę pomiędzy Willem Smithem a kosmitą (gigantycznym karaluchem)                                 | wygrana   |
| 1998 | MTV Movie Awards 1998                                        | Złoty Popcorn    | Najlepszy film                                                                            | Faceci w czerni                                                                                      | nominacja |
| 1998 | MTV Movie Awards 1998                                        | Złoty Popcorn    | Najlepsza rola komediowa                                                                  | Will Smith                                                                                           | nominacja |
| 1998 | MTV Movie Awards 1998                                        | Złoty Popcorn    | Najlepszy duet                                                                            | Tommy Lee Jones i Will Smith                                                                         | nominacja |
| 1998 | Nickelodeon Kids’ Choice Awards 1998                         | Sterowiec        | Ulubiony aktor filmowy                                                                    | Will Smith                                                                                           | wygrana   |
| 1998 | Nickelodeon Kids’ Choice Awards 1998                         | Sterowiec        | Ulubiony film                                                                             | Faceci w czerni                                                                                      | nominacja |
| 1998 | 70. ceremonia wręczenia Oscarów                              | Oscar            | Najlepsza charakteryzacja                                                                 | Rick Baker i David LeRoy Anderson                                                                    | wygrana   |
| 1998 | 70. ceremonia wręczenia Oscarów                              | Oscar            | Najlepsza muzyka oryginalna do komedii lub musicalu                                       | Danny Elfman                                                                                         | nominacja |
| 1998 | 70. ceremonia wręczenia Oscarów                              | Oscar            | Najlepsza scenografia                                                                     | Bo Welch i Cheryl Carasik                                                                            | nominacja |
| 1998 | 2. ceremonia wręczenia Satelitów                             | Nagroda Satelita | Najlepszy film animowany lub łączący w sobie różne media                                  | Laurie MacDonald i Walter F. Parkes                                                                  | wygrana   |
| 1998 | 2. ceremonia wręczenia Satelitów                             | Nagroda Satelita | Najlepszy aktor w komedii lub musicalu                                                    | Tommy Lee Jones                                                                                      | nominacja |
| 1998 | 2. ceremonia wręczenia Satelitów                             | Nagroda Satelita | Najlepsza aktorka drugoplanowa w komedii lub musicalu                                     | Linda Fiorentino                                                                                     | nominacja |
| 1998 | 2. ceremonia wręczenia Satelitów                             | Nagroda Satelita | Najlepsze efekty specjalne                                                                | Rick Baker                                                                                           | nominacja |
| 1998 | 2. ceremonia wręczenia Satelitów                             | Nagroda Satelita | Najlepszy aktor drugoplanowy w komedii lub musicalu                                       | Rip Torn                                                                                             | nominacja |
| 1998 | Nagrody Saturn 1997                                          | Saturn           | Najlepszy film sci-fi                                                                     | Faceci w czerni                                                                                      | wygrana   |
| 1998 | Nagrody Saturn 1997                                          | Saturn           | Najlepszy aktor drugoplanowy                                                              | Vincent D’Onofrio                                                                                    | wygrana   |
| 1998 | Nagrody Saturn 1997                                          | Saturn           | Najlepsza muzyka                                                                          | Danny Elfman                                                                                         | wygrana   |
| 1998 | Nagrody Saturn 1997                                          | Saturn           | Najlepszy aktor                                                                           | Will Smith                                                                                           | nominacja |
| 1998 | Nagrody Saturn 1997                                          | Saturn           | Najlepsza reżyseria                                                                       | Barry Sonnenfeld                                                                                     | nominacja |
| 1998 | Nagrody Saturn 1997                                          | Saturn           | Najlepszy scenariusz                                                                      | Ed Solomon                                                                                           | nominacja |
| 1998 | Nagrody Saturn 1997                                          | Saturn           | Najlepsza charakteryzacja                                                                 | Rick Baker, David LeRoy Anderson i Katherine James                                                   | nominacja |
| 1998 | Nagrody Saturn 1997                                          | Saturn           | Najlepsze efekty specjalne                                                                | Eric Brevig, Peter Chesney, Rob Coleman i Rick Baker                                                 | nominacja |
| 1998 | 55. ceremonia wręczenia Złotych Globów                       | Złoty Glob       | Najlepsza komedia lub musical                                                             | Faceci w czerni                                                                                      | nominacja |